# Mohammed bin Rashid Gardens
Mohammed Bin Rashid Gardens ist ein geplanter Stadtteil in Dubai, Vereinigte Arabische Emirate. Mit einem geschätzten Investitionsvolumen etwa 60 Milliarden US-Dollar und einer Fläche von 88 Quadratkilometern – davon rund 60 Quadratkilometer Frei-, Grün- und Wasserflächen – ist es eines der ehrgeizigsten Stadtplanungsprojekte der Welt. Die Planstadt soll einmal für 200.000 Menschen Wohn- und Arbeitsstätte sein.
Die logistische Leistung bei diesem Bauvorhaben besteht darin, durch geschicktes Wassermanagement die bisher trockenen Wüstenflächen südwestlich der Business Bay in eine Oase zu verwandeln. Das Baukonzept bindet die Wasserversorgung in das Stadtbild ein und erfüllt damit nach Ansicht der Planer viele Anforderungen, die an eine moderne Stadt in Bezug auf Transport, Erholung und Umwelt gestellt werden. Insofern stellt das Großprojekt eine für Dubai neue Hinwendung zum Nachhaltigkeitsprinzip dar. Beworben wird das Projekt u. a. mit Animationsvideos, die eine Melange aus Elementen Venedigs, Amsterdams, New Yorks, Canberras, einem Safaripark und dem Spreewald zusammenbringen.

## Wasser und Umwelt
Der Masterplan für den neuen Stadtteil wurde vom Architekten Eric Kuhne (London, CivicArts), einem Spezialisten für Stadtentwürfe, erstellt und im März 2008 durch Dubais Scheich Mohammed Bin Rashid Al Maktoum bekannt gemacht. Geplant ist die Bereitstellung von neuem Wohnraum, Schulen und Hochschulen, Finanz- und Shoppingcentern, sowie einigen markanten Verwaltungs- und Kulturbauten. Vor allem wird die Urbanisation auch touristisch attraktive Landschaften und mehr Landschaftsparkfläche anbieten, als London und New York zusammen aufweisen. Mit dem Bau sollte ursprünglich noch im Herbst 2008 begonnen werden, aufgrund der Wirtschaftskrise ist das Projekt z. Z. zurückgestellt.
Wasser wird in dieser neuen Großsiedlung durch ein ca. 150 Kilometer langes Kanalnetz mit Reservoirs und Wasserstraßen gepumpt. So entsteht eine hafenähnliche, oft kleinräumlich gegliederte ‚Stadt im Wasser’. Das auch mit mittelgroßen Schiffen befahrbare Kanalsystem wird das urbane Leben bereichern und den Straßenverkehr vermindern. Es stellt ebenso Lebensraum für die Tier- und Pflanzenwelt zur Verfügung und bietet Freizeit- und Erholungsmöglichkeiten und nicht zuletzt auch eine gut vermarktbare stadtplanerische Kulisse.
Mit seinen Ufern und Flachwassergebieten wird der rund 14 Kilometer lange "Grand Canal", der sich bis zu 700 Meter Breite ausweitet und als Hauptachse dem Canal Grande Venedigs nacheifert, neben dem regen Verkehr auch vielen Lebewesen Raum geben. Die naturnahe Gestaltung der Stadt mit Parks, Kanälen, Seen, Bootsliegeplätzen, Brücken und Inseln, Rückhalte- und Speicherbecken wird Lebensräume für Wildtiere und Pflanzen schaffen, Zugvögel anlocken und den bisher eingeschränkten Artenreichtum in Dubai fördern. Die neuen Grünflächen werden Sauerstoff freisetzen und Kohlendioxid aus der Luft herausfiltern. Bepflanzte Gebäudefassaden und die eingestreuten natürlich belassenen Wüstenstreifen werden vernetzte Frischluftkorridore schaffen, welche die Bewohner zum Spazieren gehen oder Rad fahren einladen. Wie bekannt, werden wegen des heißen Dubaier Klimas solche "einfachen" Outdoor-Aktivitäten tagsüber bisher kaum ausgeübt.
Die Uferzone wird variantenreich gestaltet, beispielsweise aus steinernen Wänden mit eingearbeiteten Pflanzentrögen. Die Flussufer werden  mit bepflanzbaren Steinen befestigt und seichte Rückhaltebecken ermöglichen einen einfachen Einstieg in die öffentlichen Strandabschnitte. Schilfbiotope werden in den Kanalverlauf eingearbeitet und das Wasser mit einer Kombination aus technischem und pflanzlichen (biologischen) Filtersystemen gereinigt und aufbereitet.
Nach dem Vorbild altarabischer Wasserbaukunst strukturieren die Kanäle, Springbrunnen und Wasserbecken die weitläufigen Grünanlagen von Mohammed Bin Rashid Gardens. Die Parks und Kanäle werden nach dem traditionellen arabischen Muster gestaltet, das auf dem Astrolab beruht. Dieses antike Messgerät diente im arabischen Raum einst zur Winkelmessung am Himmel und wurde nun zur Gestaltungsgrundlage des neuen Stadtteils. Daher sehen fast alle Landschaftsentwürfe in Arabien wie "gezirkelt" aus.
Der Grand Canal wird mit dem Dubai Creek und seiner Verlängerung in die Business Bay verbunden sein und sich nach dem ‚Astrolab-Muster’ durch die vier Stadtviertel der Mohammed Bin Rashid Gardens schlängeln. Eine weitere westlich trassierte Wasserverbindung direkt zum Jumeirahstrand ist vorgesehen. Damit wird die Wasserstadt einen regen Austausch über Wasser mit allen angeschlossenen Stadtteilen Dubais pflegen. Höhepunkt der Wasserläufe wird der zentral gelegene große See mit Springbrunnen sein, in dem das Wasser scheinbar zusammenläuft.

## Stadträumliche Anlage
Es wird vier sogenannte Häuser geben, die eher großen Stadtvierteln entsprechen. Jedes dieser Häuser (im Sinne eines verbindenden Gemeinsamen) widmet sich vorrangig einem Thema. Im „Haus der Menschlichkeit“ finden sich gemeinnützige Einrichtungen sowie Museen rund um das Thema Zivilisation. Im „Haus des Handels“, in direkter Nachbarschaft zur Business Bay, werden internationale Firmen und Banken untergebracht sein. Das „Haus der Weisheit“ umfasst eine große Bibliothek, Universitäten, die Moschee sowie Hochschulen für Geschichte und Naturwissenschaften. Das „Haus der Natur“ widmet sich der Umwelt und wird neben einem zoologischen Garten mit großen Freigehegeflächen auch Parks und Forschungseinrichtungen zur Erhaltung der Natur haben. Den Gigantismus dieser Entwürfe erkennt man auch daran, dass die meisten dieser aufwändigen Einrichtungen erst noch gegründet werden müssen.

## Energieeffizienz
Niedrige Wasser- und Energieverbrauchswerte sind überdies Teil des Versorgungskonzepts für Mohammed Bin Rashid Gardens. Moderne Steuerungssysteme und energieeffiziente Ausstattung der Gebäude werden den Verbrauch minimal halten. Intelligent gestaltete Fassaden sollen die Nutzung von Sonnenlicht maximieren. Solarthermische Technik wird den Bedarf an Warmwasser decken und die Bauwerke kühlen, die nicht an das stadtweite Kühlungssystem angeschlossen sind. Das Stadtdesign wird außerdem ein hohes Maß an Wasser wiederverwerten: Eine ausgeklügelte Wasseraufbereitung erzeugt Brauchwasser, das den Trinkwasserverbrauch der Stadt mindern und für die Bewässerung der Grünanlagen genutzt werden soll.

## Verkehrskonzept
Mohammed Bin Rashid Gardens hebt sich durch seine Kanalausstattung deutlich von den meisten anderen neuen und großflächigen Quartieren in Dubai ab. Hier wird zum ersten Mal geplant, den gesamten Verkehr, sowohl Wirtschafts- und Versorgungsverkehre als auch den Personenverkehr einem stimmigen Konzept unter Nachhaltigkeitsgesichtspunkten unterzuordnen. Die Voraussetzungen auf der "Tabula rasa" des Entwicklungsgebiets könnten nicht besser sein: die Planstadt kann  konsequent auf einen kombinierten Verkehr aus Autostraßen, verzweigten Wasserwegen, öffentlichem Schienenverkehr (geplante zweite Phase der Dubai Metro), engmaschige Omnibuslinien und weitläufigen Rad- und Fußgängerwegen setzen. So können z. B. Versorgungsgüter über die Kanäle geliefert oder Pkw-Fahrten im Berufsverkehr durch Solar-Wassertaxis ersetzt werden.